# Język spustowy

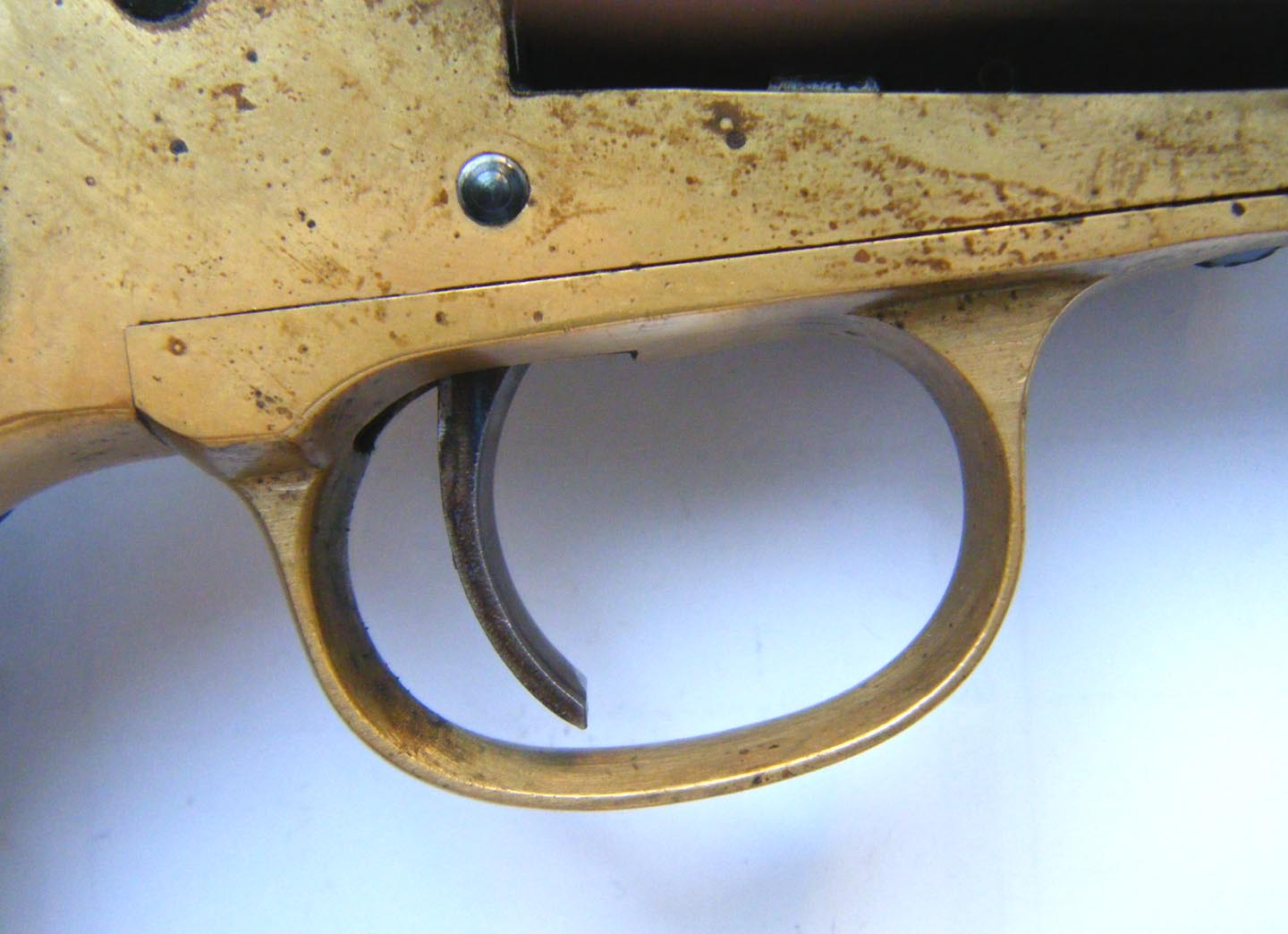
Język spustowy w rewolwerze

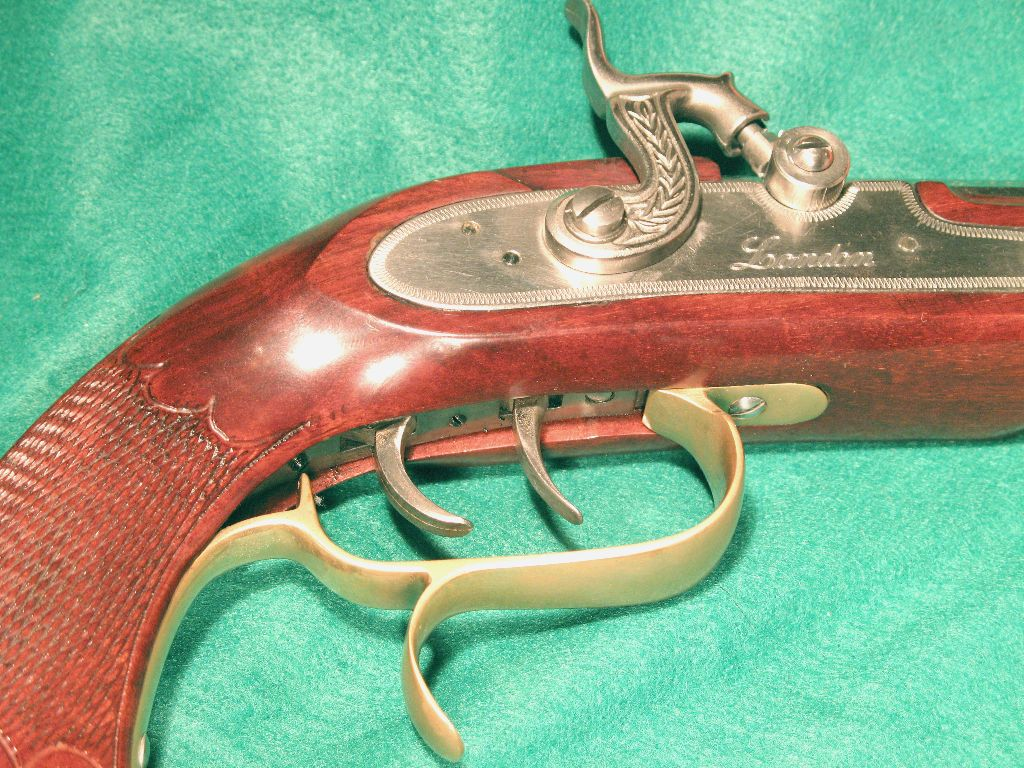
Przykład podwójnego języka spustowego

Język spustowy – rodzaj spustu w broni palnej mającego postać dźwigni o kształcie przystosowanym do palca wskazującego. 
Za pomocą języka spustowego uruchamia się mechanizm uderzeniowy w celu oddania strzału. Przed przypadkowym naciśnięciem jest zabezpieczony osłoną w postaci kabłąka. Najczęściej broń palna posiada jeden język spustowy, ale spotyka się również mechanizmy spustowe z dwoma językami (przykładowo jeden może służyć do prowadzenia ognia pojedynczego, a drugi do ognia ciągłego).